# Kpinga
De kpinga of hunga munga is een werpmes met meerdere bladen in verschillende richtingen. De kpinga werd door de Azande uit Nubië gebruikt. Het werd naast een wapen ook als statussymbool gezien. Alleen professionele krijgers gebruikten deze dodelijke werpmessen. Vaak was een kpinga deel van een bruidsschat die betaald werd aan de familie van de bruid.